# لورین دیویدسن
لورین دیویدسن (انگلیسی: Lorraine Davidson؛ زادهٔ ۱۳ سپتامبر ۱۹۶۶) روزنامه‌نگار اهل بریتانیا است. او به عنوان خبرنگار سیاسی اس‌تی‌وی و بی‌بی‌سی و برای حزب کارگر اسکاتلند کار کرده‌است.